# Reino da Boémia
O Reino da Boêmia (português brasileiro) ou Reino da Boémia (português europeu) (em checo: České království, em alemão: Königreich Böhmen; em Latim: Regnum Bohemiae) foi um país da Europa Central, membro independente de fato do Sacro Império Romano-Germânico, do Império Austríaco a partir de 1805 e do Império Austro-húngaro, logo do Compromisso Austro-húngaro entre 1867 e 1918.

## História
O reino foi estabelecido formalmente em 1212 por meio da Bula de Ouro da Sicília, promulgada pelo imperador do Sacro Império Romano-Germânico Frederico II.
Seu primeiro rei foi Otacar I da Boêmia, que pertencia à dinastia premislida.
Em 1251, o rei Otacar II invadiu e incorporou o reino da Boêmia no Arquiducado da Áustria, em 1261. 
A zona de Eger seria cedida a Boêmia em 1322 por Luís IV da Baviera.
A partir de então, passou a formar parte do Império Austríaco. Em 1867, a consequência do Compromisso Austro-húngaro, no reino da Boêmia, passou a integrar a parte austríaca do Império Austro-Húngaro.
O reino foi dissolvido em 1918, com a abdicação do último rei boêmio Carlos III, como consequência do desmembramento do Império Austro-húngaro do que formava parte. A Assembleia Nacional de Praga depôs oficialmente a dinastia Habsburgo e proclamou a República Checoslovaca.